# A-Combinatie
De A-Combinatie (2005 en 2010) of Alternatieve Combinatie (2015) is een overkoepelende politieke partij van Suriname.

## 2010
De partij omvatte bij de verkiezingen van 25 mei 2010 de volgende politieke partijen: 
- Algemene Bevrijdings- en Ontwikkelingspartij (ABOP) van Ronnie Brunswijk
- Seeka van Paul Abena
- Broederschap en Eenheid in de Politiek (BEP) van Celsius Waterberg

De drie partijen hebben een achterban met veel Marrons. In Marowijne, Brokopondo en Sipaliwini wist de combinatiepartij stemmen te verzilveren in DNA-zetels.

### Strubbelingen
Sinds begin 2012 maakt de BEP geen deel uit meer van de A-Combinatie; de BEP zei geen toekomst meer te zien in de pragmatische en opportunistische leiding van Ronnie Brunswijk.
In mei 2012 viel de BEP-fractie uiteen door onenigheid tussen het BEP-bestuur en twee 'BEP parlementariërs' (Diana Pokie en Waldie Ajaiso); Pokie en Ajaiso behoren naar eigen zeggen tot de fractie van de A-Combinatie en zijn daarmee coalitie parlementariërs, ondanks dat zij invulling geven aan zetels van de BEP die sinds mei 2010 officieel een oppositiepartij is. Het bestuur royeerde Pokie en Ajaiso uit de BEP en wilde dat zij afstand deden van hun zetels. De BEP beroept zich hiervoor op de terugroepwet. Er loopt bij de rechtbank nog een bodemprocedure waarover eind 2012 meer duidelijkheid wordt verwacht over het royeren uit de partij en het terugroepen uit DNA. De gezaghebbende stamhoofden van de Marrons hebben vooralsnog gezegd dat de ABOP en de BEP verenigd verder moeten.
Seeka-voorzitter Paul Abena was tot de reshuffling van april 2012 minister van Sport en Jeugdzaken. Seeka had bij de verkiezingen van mei 2010 geen parlementszetel weten te bemachtigen.
Omdat de BEP niet voor de nieuwe amnestiewet, die verdachten van de Decembermoorden vrijwaart van strafrechtelijke vervolging, had gestemd, werden in mei 2012 de BEP-ministers (waaronder Celsius Waterberg, minister van Volksgezondheid) door president Bouterse de laan uitgestuurd en de parlementsleden Ronny Asabina en Rudolf Zeeman in de oppositiebanken gezet. Ook de twee andere BEP-parlementariërs Pokie en Ajaiso hadden niet voor de amnestiewet gestemd, maar zeiden later dat zij dit wel wilden doen maar dat dit hen door het partijbestuur verboden werd. Zij beloofden de A-Combinatie in de toekomst trouw te blijven en zij bleven in de coalitie. Volgens Bouterse werden de BEP-ministers naar huis gestuurd in het kader van 'het maanden van tevoren voorbereide' reshufflings proces en had het niets te maken met de amnestiewet. Over het uit de coalitie zetten van de BEP en twee van haar parlementariërs gaf president Bouterse geen uitleg. Nota bene: De rest van de A-Combinatie had wel voor de amnestiewet gestemd.

## 2015
De A-Combinatie deed in 2015 mee aan de verkiezingen en behaalde 5 zetels.